# Tatort: Unschuldig
Unschuldig ist ein Fernsehfilm aus der Krimireihe Tatort der vom Hessischen Rundfunk (HR) produziert und am 16. April 2001 im Programm Das Erste zum ersten Mal gesendet wurde. Es handelt sich um die 467. Tatort-Folge und den 27. Fall des Kriminalhauptkommissars Edgar Brinkmann, verkörpert durch Karl-Heinz von Hassel.

## Handlung
Die medizinisch-technische Assistentin Myriam Ritgen soll den Klinikchef Prof. König nach einem Schäferstündchen mit einer seiner historischen Waffen umgebracht haben. Immerhin ist sie beim heimlichen Verlassen seines Grundstücks gesehen worden, eine Vielzahl an Indizien vom Tatort sprechen gegen sie, und sie ist die Haupterbin. Brinkmann ist allerdings nicht von ihrer Schuld überzeugt und lässt sich von Ritgen in Untersuchungshaft die Tatnacht schildern. Als Erklärung für das Verlassen des Grundstücks gibt sie den Paparazzo Rob an, der dem Professor auf den Fersen war. Rob kann nur mit unscharfen Fotos eines anderen Datums dienen. Frau König scheint nicht in Frage zu kommen, da sie zur fraglichen Zeit auf einem Empfang der Oberbürgermeisterin im Römer war. Brinkmann wird endgültig der Fall entzogen – das schert ihn aber nicht. So beobachten Bothe und Wegener wie ihr Chef Marbach die Villa König mit einem Rosenstrauß betritt und Rita König nach dessen Besuch noch das Haus verlässt. Bothe bekommt Gesprächsfetzen einer Unterhaltung Königs mit ihrem Liebhaber Harry Hartung mit, die auf Mord hinweisen. Ritgen flüchtet aus der Untersuchungshaft direkt zu Bothe, die ihr bei der Täterergreifung helfen soll. Bothe lässt sich Waffe, Klamotten und Geld abnehmen und Ritgen begibt sich unmittelbar zur Villa König, wo Marbach Rita König den Hof macht. Brinkmann kann dazwischen gehen während Ritgen König mit der Waffe bedroht. Nach einigem Hin und Her stellt sich heraus, dass Ritgen und Hartung gemeinsame Sache gemacht haben und es schlussendlich Ritgen doch war.

## Rezeption

### Einschaltquoten
Die Erstausstrahlung von Unschuldig am 16. April 2001 erreichte für Das Erste einen Marktanteil von 20,01 Prozent und wurde in Deutschland von 6,89 Millionen Zuschauern gesehen. Die Folge wurde in Frankfurt und Umgebung gedreht.

### Kritik
TV Spielfilm bewertete den Film positiv und urteilte: „Der Hessen-‚Tatort‘ aus alten Tagen überrascht mit Cleverness und Tempo.“